# Вагнер Лопес
Вагнер Лопес (яп. 呂比須 ワグナー, нар. 29 січня 1969, Сан-Паулу) — японський футболіст.

## Виступи за збірну
1997 року дебютував в офіційних матчах у складі національної збірної Японії. Відтоді провів у формі головної команди країни 20 матчі.

## Статистика виступів
| Збірна Японії | Збірна Японії | Збірна Японії |
| Роки          | Ігри          | голи          |
| ------------- | ------------- | ------------- |
| 1997          | 6             | 3             |
| 1998          | 7             | 0             |
| 1999          | 7             | 2             |
| Усього        | 20            | 5             |

## Титули і досягнення
- Клубні:
  - Володар Кубка Імператора: 1999